# Эвкалипт Макартура
Эвкалипт Макартура (лат. Eucalyptus macarthurii) — вечнозелёное дерево, вид рода Эвкалипт (Eucalyptus) семейства Миртовые (Myrtaceae).

## Ботаническое описание
Дерево высотой 12—30 м. Крона густая, раскидистая.
Кора грубая, иногда чешуевидная, ломкая, на старых деревьях очень толстая и глубоко бороздчатая.
Молодые листья супротивные, в большом количестве пар, сидячие или стеблеобъемлющие, узкояйцевидные или широколанцетные, длиной 2,5—8,5 см, шириной 1—4,5 см, бледно-зелёные, иногда сизоватые. Взрослые листья очерёдные, блестящие, черешковые, узколанцетные или серповидные, длиной 9—30 см, шириной 1—2,5 см, коротко заострённые.
Зонтики пазушные, 4—8-цветковые, цветоносы округлые или слегка угловатые, длиной 5—12 мм; бутоны сидячие, цилиндрические или яйцевидные, длиной 10 мм, диаметром 5 мм, блестящие, угловатые, с конической крышечкой, равной по длине чашечной трубке. Пыльники обратнояйцевидные, выемчатые, открывающиеся параллельными щелями; железка яйцевидная, большая.
Плоды на ножках, полушаровидные или почти шаровидные, длиной 5 мм, диаметром 6 мм, с маленьким диском и 3—4 коротко выступающимим створками.
На родине растения цветут в сентябре-октябре, на Черноморском побережье Кавказа растения цветут в апреле — июле.

## Распространение и экология
Представители вида произрастают в юго-восточной части центрального плоскогорья штата Новый Южный Уэльс на высотах от 600 до 700 м над уровнем моря.
Хорошо растёт на глубоких, богатых и умеренно влажных почвах. На периодически пересыхающих глинистых, тяжелоглинистых и подзолистых почвах, а также на глинистых склонах растёт умеренно или даже медленно, развиваясь в небольшие, нередко кустообразные деревья. В Аджарии этот вид достигает больших размеров, чем на родине. В Букнари на краснозёмных почвах 40—45-летние деревья достигали 30—35 м высоты, при диаметре ствола 70—90 см.
Выдерживает без существенных повреждений температуру в −12… −11 °C; при продолжительных морозах в −11… −9 °C полностью вымерзает.
Легко скрещивается с другими видами. Имеются природные гибриды с Эвкалиптом прутовидным и Эвкалиптом яйцевидным; искусственно получены гибриды с Эвкалиптом выбеленным, Эвкалиптом камальдульским.

## Значение и применение
Древесина светлая, непрочная, плохо раскалывающаяся, при сушке растрескивается, малоценная.
Листья содержат эфирное масло (0,21 %), состоящее из геранилацетата (до 60 %), гераниола (3—7 %), пинена и эвдесмола.

## Таксономия
Вид Эвкалипт Макартура входит в род Эвкалипт (Eucalyptus) подсемейства Myrtoideae семейства Миртовые (Myrtaceae) порядка Миртоцветные (Myrtales).
|  |                                      |  |                                                             |                                                             |                    |  | ещё 13 семейств (согласно Системе APG II) | ещё 13 семейств (согласно Системе APG II)    |                                              |  |  |  | ещё 130 родов       | ещё 130 родов          |  |  |
|  |                                      |  |                                                             |                                                             |                    |  | ещё 13 семейств (согласно Системе APG II) | ещё 13 семейств (согласно Системе APG II)    |                                              |  |  |  | ещё 130 родов       | ещё 130 родов          |  |  |
|  |                                      |  |                                                             | порядок Миртоцветные                                        |                    |  |                                           |                                              | подсемейство Myrtoideae                      |  |  |  |                     | вид Эвкалипт Макартура |  |  |
|  |                                      |  |                                                             | порядок Миртоцветные                                        |                    |  |                                           |                                              | подсемейство Myrtoideae                      |  |  |  |                     | вид Эвкалипт Макартура |  |  |
|  | отдел Цветковые, или Покрытосеменные |  |                                                             |                                                             | семейство Миртовые |  |                                           |                                              | род Эвкалипт                                 |  |  |  |                     |                        |  |  |
|  | отдел Цветковые, или Покрытосеменные |  |                                                             |                                                             |                    |  |                                           |                                              |                                              |  |  |  |                     |                        |  |  |
|  |                                      |  | ещё 44 порядка цветковых растений (согласно Системе APG II) | ещё 44 порядка цветковых растений (согласно Системе APG II) |                    |  |                                           | ещё 1 подсемейство (согласно Системе APG II) | ещё 1 подсемейство (согласно Системе APG II) |  |  |  | ещё более 700 видов |                        |  |  |
|  |                                      |  |                                                             | ещё 44 порядка цветковых растений (согласно Системе APG II) |                    |  |                                           |                                              | ещё 1 подсемейство (согласно Системе APG II) |  |  |  |                     |                        |  |  |